# Луговая, Евдокия Ивановна
Евдокия Ивановна Луговая (1905, стан. Вознесенская, Лабинский отдел, Кубанская область, Российская империя — 1977, там же, Лабинский район, Краснодарский край, СССР) — звеньевая колхоза «Труженик» Лабинского района Краснодарского края, Герой Социалистического Труда (1948).

## Биография
Родилась в 1905 году в станице Вознесенская Лабинского отдела Кубанской области (ныне Лабинского района Краснодарского края) в крестьянской семье. По национальности русская.
С юных лет работала по найму у зажиточных односельчан, образования не получила. С момента основания местного колхоза «Труженик» и до выхода на пенсию трудилась звеньевой полеводческой бригады по выращиванию зерновых, в 1947 году её звено собрало урожай пшеницы 31,7 центнера с гектара на участке в 8 гектаров.
Указом Президиума верховного Совета СССР от 6 мая 1948 года «за получение высоких урожаев пшеницы и кукурузы в 1947 году» удостоена звания Героя Социалистического Труда с вручением ордена Ленина и золотой медали «Серп и Молот».
Проживала в родной станице Вознесенской, умерла в 1977 году.
Награждена орденом Ленина (06.05.1948), медалями.